# ムッシュ・クラタ
『ムッシュ・クラタ』は、山崎豊子の中編小説、及びそれを表題作として全4作を収録した中・短編集。

## 概要
「ムッシュ・クラタ」は山崎の小説で唯一の中編作品であり、実際の体験を下敷きにして書かれた私小説的な作品である（これに類する作品は、他には「死亡記事」（1958年『小説新潮』10月号）、『花紋』（1964年、中央公論社）がある）。主人公の倉田玲は、新聞社時代に山崎が実際に出会った新聞記者がモデルであると想像される。
「ムッシュ・クラタ」を始め、のちに中・短編集としてまとめられる4作のいずれも、初出版が単行本ではなく全集『山崎豊子全作品』（新潮社、1985年）への収録という、極めて稀な発表形態を採っている。また、4作のいずれも映像化されていない（山崎の短編小説で映像化されていないのは、他には「死亡記事」のみである）。
『山崎豊子全作品』では、「ムッシュ・クラタ」は第5巻に収められた。第1巻に収められた短編「晴着」「へんねし」「醜男」とともに新潮文庫で中・短編集『ムッシュ・クラタ』として刊行されたのは1993年（2011年では改版が刊行された）である。

## 初出
- ムッシュ・クラタ（1965年『新潮』2月号）
- 晴着（1966年『新潮』1月号）
- へんねし（1959年『オール読物』4月号）
- 醜男（1961年『小説中央公論』月号）

## 出版
- 『ムッシュ・クラタ』（1993年、新潮社）
- 『ムッシュ・クラタ（改版）』（2011年、新潮社）※活字が大幅に拡大。

全集としての出版
- 山崎豊子全作品
  - 第1巻（1985年、新潮社）
収録作品：「しぶちん」「暖簾」「花のれん」「船場狂い」「持参金」「死亡記事」「遺留品」「へんねし」「醜男」「晴着」
  - 第5巻（1985年、新潮社）
収録作品：「ムッシュ・クラタ」「花紋」
- 山崎豊子全集
  - 第5巻（2003年、新潮社）
収録作品：「花紋」「へんねし」「醜男」「晴着」
  - 第9巻（2004年、新潮社）
収録作品：「ムッシュ・クラタ」「死亡記事」「仮装集団」